# Lin Ying
Lin Ying (chinesisch 林瑛, * 10. Oktober 1963 in Xiamen) ist eine ehemalige chinesische Badmintonspielerin.

## Karriere
Lin Ying war eine der bedeutendsten Doppelspielerinnen der 1980er Jahre. Bis auf die All England gewann sie alle hochrangigen Turniere mit ihren Partnerinnen Wu Dixi, Wu Jianqiu und Wu Dixi. Dreimal wurde sie Weltmeisterin im Doppel und siegte außerdem unter anderem bei den German Open, Denmark Open, Malaysia Open, Japan Open, Swedish Open, den Asienspielen und dem Weltcup. Mit dem chinesischen Frauenteam gewann sie 1984, 1986 und 1988 den Uber Cup.

## Sportliche Erfolge
| Saison | Veranstaltung     | Disziplin   | Platz | Name                      |
| ------ | ----------------- | ----------- | ----- | ------------------------- |
| 1982   | German Open       | Damendoppel | 1     | Wu Dixi / Lin Ying        |
| 1982   | Denmark Open      | Damendoppel | 1     | Lin Ying / Wu Dixi        |
| 1982   | Asienspiele       | Mixed       | 3     | Lin Jiangli / Lin Ying    |
| 1982   | Asienspiele       | Damendoppel | 3     | Wu Dixi / Lin Ying        |
| 1982   | All England       | Damendoppel | 1     | Lin Ying / Wu Dixi        |
| 1983   | Weltmeisterschaft | Damendoppel | 1     | Lin Ying / Wu Dixi        |
| 1983   | Weltmeisterschaft | Mixed       | 3     | Jiang Guoliang / Lin Ying |
| 1984   | All England       | Damendoppel | 1     | Lin Ying / Wu Dixi        |
| 1984   | Uber Cup          | Team        | 1     | China                     |
| 1984   | Weltcup           | Damendoppel | 1     | Lin Ying / Wu Dixi        |
| 1985   | Weltmeisterschaft | Damendoppel | 2     | Lin Ying / Wu Dixi        |
| 1985   | Weltcup           | Damendoppel | 1     | Lin Ying / Wu Dixi        |
| 1986   | Japan Open        | Damendoppel | 1     | Wu Jianqiu / Lin Ying     |
| 1986   | Asienspiele       | Damendoppel | 1     | Lin Ying / Guan Weizhen   |
| 1986   | Asienspiele       | Mixed       | 3     | Jiang Guoliang / Lin Ying |
| 1986   | Malaysia Open     | Damendoppel | 1     | Wu Jiangqui / Lin Ying    |
| 1986   | Uber Cup          | Team        | 1     | China                     |
| 1987   | German Open       | Damendoppel | 1     | Lin Ying / Guan Weizhen   |
| 1987   | Weltmeisterschaft | Damendoppel | 1     | Lin Ying / Guan Weizhen   |
| 1987   | All England       | Damendoppel | 2     | Guan Weizhen / Lin Ying   |
| 1987   | Japan Open        | Damendoppel | 1     | Lin Ying / Guan Weizhen   |
| 1987   | Malaysia Open     | Damendoppel | 1     | Guan Weizhen / Lin ying   |
| 1988   | Uber Cup          | Team        | 1     | China                     |
| 1988   | Malaysia Open     | Damendoppel | 1     | Guan Weizhen / Lin Ying   |
| 1988   | Silver Bowl       | Damendoppel | 1     | Lin Ying / Pan Li         |
| 1988   | Weltcup           | Damendoppel | 1     | Lin Ying / Guan Weizhen   |
| 1988   | Swedish Open      | Damendoppel | 1     | Lin Ying / Guan Weizhen   |
| 1988   | Denmark Open      | Damendoppel | 1     | Lin Ying / Guan Weizhen   |
| 1989   | Weltcup           | Damendoppel | 1     | Lin Ying / Guan Weizhen   |
| 1989   | Weltmeisterschaft | Damendoppel | 1     | Lin Ying / Guan Weizhen   |
| 1989   | Malaysia Open     | Damendoppel | 1     | Guan Weizhen / Lin Ying   |
| 1989   | Hong Kong Open    | Damendoppel | 1     | Guan Weizhen / Lin Ying   |
| 1989   | Denmark Open      | Damendoppel | 1     | Lin Ying / Guan Weizhen   |